# Jaguar Mark VII
Jaguar Mark VII (рус. Ягуар Марк Семь) — представительский седан, выпускавшийся британской компанией Jaguar с 1950 по 1957 год. Благодаря этой модели Jaguar стал известен всему миру, как производитель комфортабельных, мощных и быстрых автомобилей.
Новый двигатель позволял Mark VII развивать максимальную скорость более 100 миль в час (160 км/ч), большой и хорошо оборудованный кузов базировался на современном шасси с передней независимой подвеской и гидравлическими тормозами, что обеспечивало модели отменные ходовые свойства. И всё это было доступно по приемлемой цене. 
Большая часть выпуска шла на экспорт, в основном в США. Для удовлетворения предпочтений заокеанских покупателей автомобиль стал первым Jaguar, на который установили автоматическую коробку передач.
Её Величество Королева-мать c 1955 по 1973 год использовала, специально подготовленный и окрашенный в Королевский бордовый цвет Mark VII для частных поездок. После автомобиль вернулся в компанию и теперь находится на попечении Jaguar Daimler Heritage Trust.
В 1954 году был представлен обновлённый Mark VIIM, получивший более мощный двигатель, небольшие изменения во внешнем виде и в салоне, а также ряд технических усовершенствований.
Всего было изготовлено более 30 тысяч автомобилей Mark VII.
Что касается названия, то в это время основной конкурент Bentley продавал свой Mark VI и, чтобы не путать покупателей, на Jaguar решили перескочить через номер, выпустив Mark VII.

## Кузов и оборудование

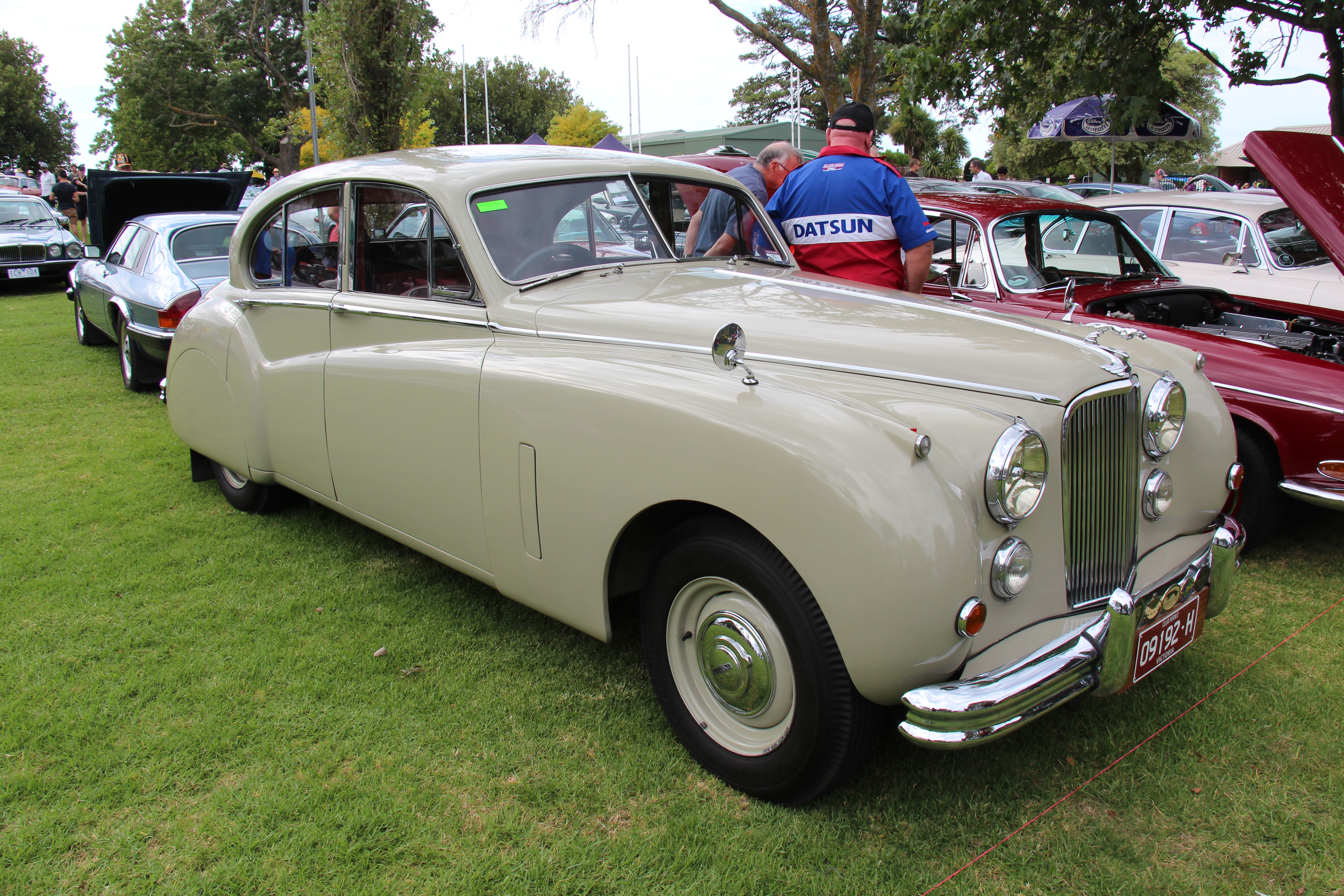
Jaguar Mark VII, на переднем крыле хорошо виден выпадающий семафорный указатель поворота

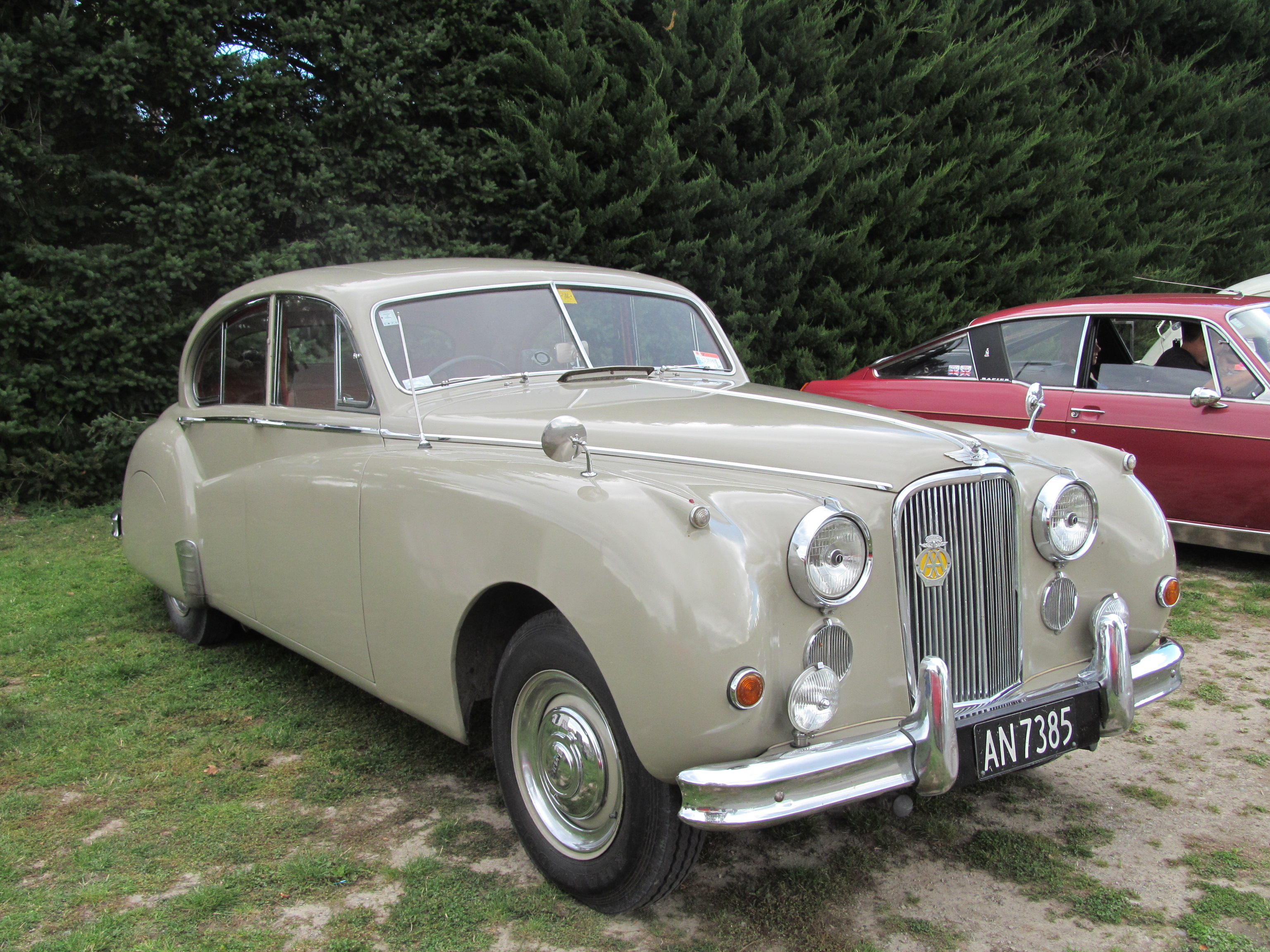
Jaguar Mark VIIM

Шасси автомобиля осталось прежним, а вот кузов был совершенно новым. Более того, его теперь делала сторонняя компания Pressed Steel, специализировавшаяся на изготовлении крупных стальных штамповок и кузовов для разных британских автостроителей. Кузов новой формы представлял собой сочетание крупных, плавно переходящих одна в другую поверхностей, для производства которых требовалось специальное оборудование. Более крупные детали было проще сваривать, что сокращало как время изготовления, так и стоимость кузова. Полностью готовый кузов доставлялся на завод Jaguar, где он окрашивался и устанавливался на собранное шасси.
Внутри автомобиль демонстрировал переднюю панель, отделанную деревом ручной полировки, по центру которой, как это было принято на Jaguar, располагались приборы. Передние раздельные кресла и задний диван были отделаны натуральной кожей. Набор инструментов теперь, вместо крышки багажника, хранился в откидных кармашках снизу передних дверей, слева и справа. Сам же багажник, емкостью 17 кубических футов (476 см³) предлагал достаточно места для размещения поклажи.
В 1954 году после небольшой модернизации автомобиль стал называться Mark VIIM. Модель получила более мощный двигатель, а также ряд обновлений снаружи и внутри. На немного изменённые бампера стали устанавливать более крупные (высокие) «клыки», противотуманные фары теперь размещались отдельно, а на их месте в передке автомобиля появились решёточки, закрывающие звуковые сигналы. Спереди также были установлены новые фары, а сзади — более крупные фонари с рефлекторами, на колпаках колёс появились выштампованные надписи. В салоне, вместо раздельных передних сидений, был установлен цельный диван, что сделало автомобиль шестиместным. Небольшие изменения были произведены на руле и панели приборов.

## Двигатели и трансмиссия

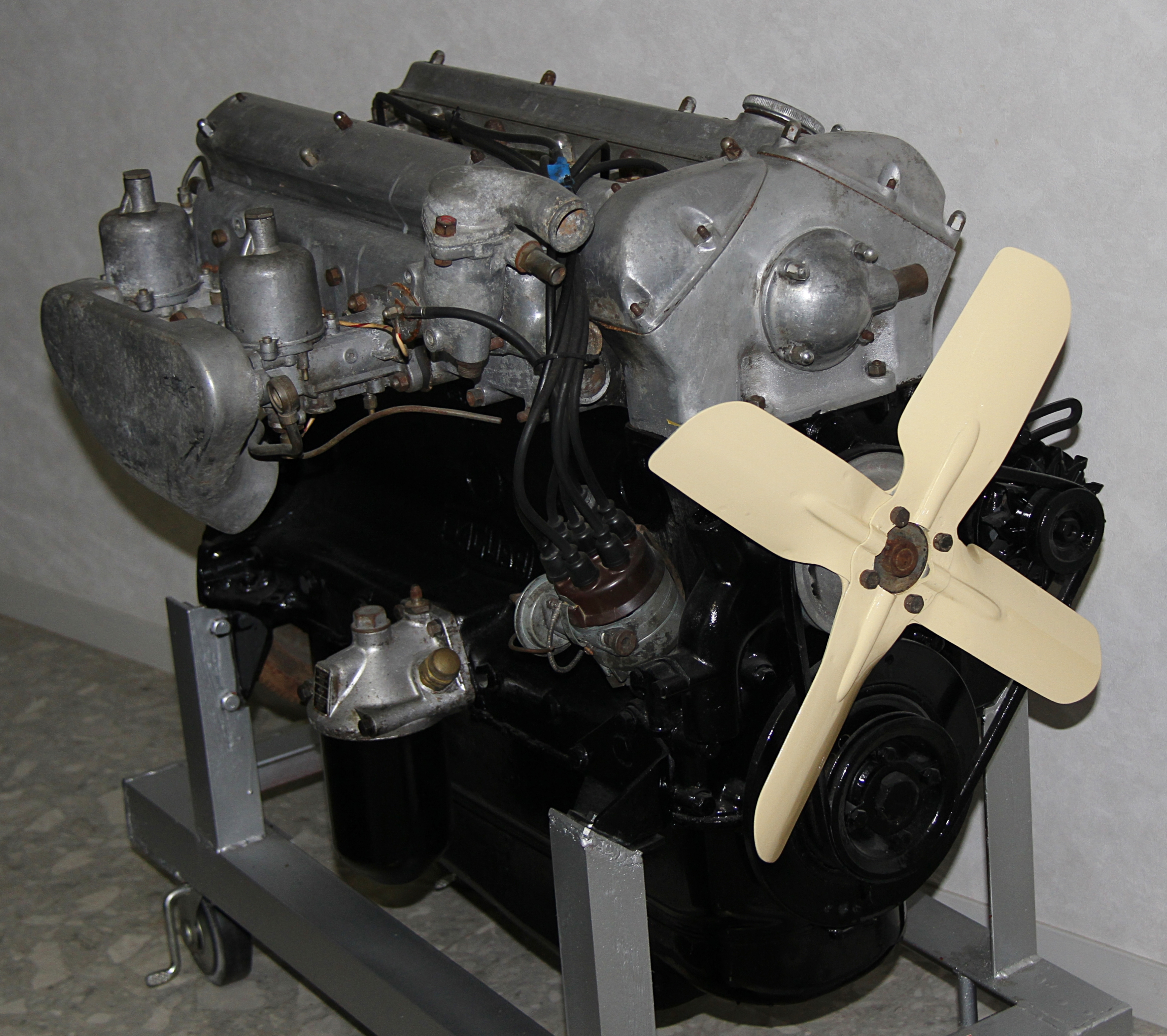
Двигатель Jaguar Mark VIIM

Во время войны на дежурстве по защите от налётов вражеской авиации Вильям Лайонс (англ. William Lyons) глава Jaguar, вместе со своими инженерами Вильямом Хэйнесом (англ. William Heynes), Уолтером Хассаном (англ. Walter Hassan) и Клодом Бэйли (Claude Baily) мечтали о большом и комфортабельном седане, способном двигаться со скоростью 100 миль в час (160 км/ч) и для которого требовался новый, более мощный и совершенный двигатель. 
В 1946 году работа над новым экспериментальным мотором началась, его решили обозначить индексом XA (eXperimental), за ним последовали двигатели XB, XC и так вплоть до знаменитого XK. Первым был разработан небольшой четырёхцилиндровый мотор, испытания которого позволили убедиться в правильности концепции: полусферические камеры сгорания, по два клапана на цилиндр, непосредственно приводимые двумя верхними распредвалами. Затем была создана шестицилиндровая версия двигателя, эта конструкция оказалась лучше, и дальнейшая работа была сосредоточена на ней. Но получившийся мотор не давал увеличения мощности по сравнению со старым, который уже использовался Jaguar. Пришлось увеличить его рабочий объём до 3,5 литров, что позволило получить требуемые 160 л.с., этот вариант и был запущен в производство под индексом XK.
Рядный шестицилиндровый двигатель имел чугунный блок цилиндров, головку из алюминиевого сплава, в которой размещались два распредвала, приводимые двумя двухрядными цепями с автоматическим натяжением (DOHC). Питался мотор от сдвоенного карбюратора, имел систему зажигания с распределителем с механическим приводом, жидкостное охлаждение и систему смазки под давлением.
Двигатель агрегатировался с четырёхступенчатой механической коробкой передач. По заказу к коробке могла быть пристыкована повышающая (overdrive) пятая передача, которая автоматически включалась на скорости более 30 миль в час (50 км/ч), уменьшая обороты двигателя, его шумность и расход топлива. При необходимости, пятую передачу можно было деактивировать с помощью тумблера на передней панели. Требования экспорта, в первую очередь американского рынка, привели к тому, что на Mark VII впервые в истории Jaguar стали устанавливать автоматическую гидромеханическую трансмиссию от проверенного производителя Borg-Warner.
С 1954 года на Mark VIIM стали устанавливать модернизированный двигатель. За счёт изменённых распредвалов был увеличен ход (подъём) клапанов, распространение более качественного бензина позволило повысить степень сжатия. Эти и ряд других изменений повысили мощность мотора со 160 до 190 л.с. Для нового двигателя была разработана новая коробка со сближенными передаточными числами.

## Ходовая часть
В целом шасси автомобиля осталось прежним. Спереди на него устанавливалась независимая подвеска на двойных поперечных рычагах и продольных торсионах в качестве упругих элементов. Использовались телескопические амортизаторы, а также стабилизатор поперечной устойчивости. На модернизированную модель Mark VIIM стали устанавливать более жёсткие торсионы увеличенного диаметра.
Сзади был установлен неразрезной мост на полуэллиптических рессорах, использовались древней конструкции рычажные амортизаторы.
В рулевом управлении применялся механизм типа винт — шариковая гайка без усилителя.
Наибольшие изменения произошли в тормозной системе, где в гидроприводе появился усилитель тормозов. В передних барабанных тормозных механизмах были установлены две активные колодки, сзади барабанные тормоза стали проще, с одним цилиндром, воздействующим на активную и пассивную колодки.

## Спорт

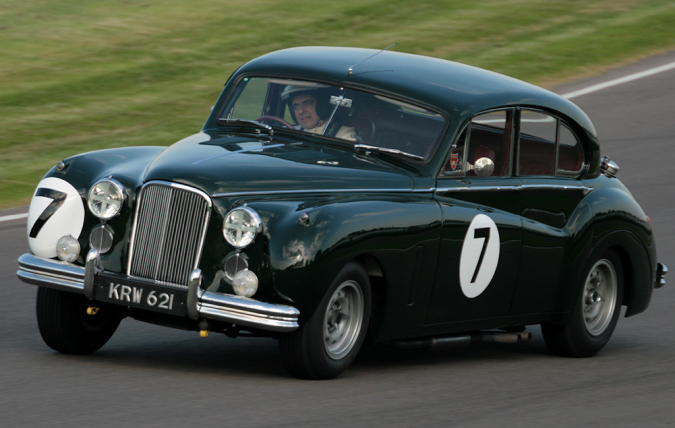
Jaguar Mark VIIM на соревнованиях

Удивительно, но этот большой и комфортабельный автомобиль был успешен в автомобильных соревнованиях. В течение нескольких лет Mark VII доминировал в кузовных гонках в Сильверстоуне, с такими знаменитостями за рулем, как Стирлинг Мосс и Майк Хоторн. Самой же известной стала победа Mark VIIM в абсолютном зачёте ралли Монте-Карло 1956 года под управлением Рональда (Ронни) Адамса (англ. Ronnie Adams). Всего же в этом ралли приняло участие 14 (!) автомобилей Jaguar Mark VII.

## Производство
| Модель    | Даты            | Произведено |
| --------- | --------------- | ----------- |
| Mark VII  | 12.1950—08.1954 | 20 939      |
| Mark VIIM | 08.1954—07.1957 | 9261        |
| Всего     |                 | 30 200      |